# Seznam dílů seriálu Sladký život Zacka a Codyho
Toto je seznam dílů seriálu Sladký život Zacka a Codyho.

## Přehled řad
| Série | Série | Epizody | USA             | USA            | ČR              | ČR                |
| Série | Série | Epizody | Premiéra série  | Finále série   | Premiéra série  | Finále série      |
| ----- | ----- | ------- | --------------- | -------------- | --------------- | ----------------- |
|       | 1     | 26      | 18. března 2005 | 27. ledna 2006 | 2009            | 2010              |
|       | 2     | 39      | 3. února 2006   | 2. června 2007 | 6. února 2010   | 22. července 2011 |
|       | 3     | 22      | 23. června 2007 | 1. září 2008   | nebylo vysíláno | nebylo vysíláno   |

## 1. série (USA 2005–2006, ČR 2009–2010)
- Cole Sprouse, Dylan Sprouse, Brenda Song, Ashley Tisdale, Kim Rhodes a Phill Lewis účinkovali ve všech epizodách.

| Č. v seriálu | Č. v sérii | Originální název              | Český název                | Režie               | Scénář                                | Premiéra v USA     | Prod. kód |
| ------------ | ---------- | ----------------------------- | -------------------------- | ------------------- | ------------------------------------- | ------------------ | --------- |
| 1            | 1          | Hotel Hangout                 | Hotelový kvartýr           | Rich Correll        | Jeny Quine                            | 18. března 2005    | 102       |
| 2            | 2          | The Fairest of Them All       | Nejhezčí ze všech          | Rich Correll        | Valerie Ahern & Christian McLaughlin  | 18. března 2005    | 104       |
| 3            | 3          | Maddie Checks In              | Kontrola Maddie            | Rich Correll        | Danny Kallis & Jim Geoghan            | 25. března 2005    | 103       |
| 4            | 4          | Hotel Inspector               | Hotelový inspektor         | Henry Chan          | Marc Flanagan                         | 1. dubna 2005      | 107       |
| 5            | 5          | Grounded on the 23rd Floor    | Zaracha ve 23. poschodí    | Lee Shallat-Chemel  | Danny Kallis & Jim Geoghan            | 8. dubna 2005      | 101       |
| 6            | 6          | The Prince & The Plunger      | Princ a údržbář            | Andrew Tsao         | Adam Lapidus                          | 15. dubna 2005     | 106       |
| 7            | 7          | Footloser                     | Taneční ztroskotanec       | Rich Correll        | Bill Freiberger                       | 22. dubna 2005     | 105       |
| 8            | 8          | A Prom Story                  | Maturitní ples             | Jim Drake           | Jeny Quine                            | 6. května 2005     | 111       |
| 9            | 9          | Band in Boston                | Kapela v Bostonu           | Rich Correll        | Billy Riback                          | 20. května 2005    | 112       |
| 10           | 10         | Cody Goes to Camp             | Cody jede na tábor         | Rich Correll        | Jim Geoghan                           | 6. června 2005     | 113       |
| 11           | 11         | To Catch a Thief!             | Chyťte zloděje!            | Jeff McCracken      | Ross Brown                            | 18. června 2005    | 108       |
| 12           | 12         | It's a Mad, Mad, Mad Hotel    | Je to bláznivý hotel       | Lex Passaris        | Howard Nemetz                         | 17. července 2005  | 114       |
| 13           | 13         | Poor Little Rich Girl         | Chudák bohatá holka        | Dana deVally Piazza | Lloyd Garver                          | 22. července 2005  | 110       |
| 14           | 14         | Cookin' with Romeo and Juliet | Vaření s Romeem a Julií    | Jim Drake           | Jeny Quine & Adam Lapidus             | 22. července 2005  | 115       |
| 15           | 15         | Rumors                        | Pomluvy                    | Rich Correll        | Bernadette Luckett                    | 14. srpna 2005     | 116       |
| 16           | 16         | Big Hair & Baseball           | Velká hlava a baseball     | Rich Correll        | Pamela Eells O'Connell                | 28. srpna 2005     | 117       |
| 17           | 17         | Rock Star in the House        | Přijela rocková hvězda     | Kelly Sandefur      | Jeny Quine & Howard Nemetz            | 18. září 2005      | 122       |
| 18           | 18         | Smart & Smarterer             | Chytrý a chytřejší         | Rich Correll        | Danny Kallis & Adam Lapidus           | 10. října 2005     | 125       |
| 19           | 19         | The Ghost of Suite 613        | Duch z pokoje 613          | Rich Correll        | Danny Kallis & Jim Geoghan            | 14. října 2005     | 109       |
| 20           | 20         | Dad's Back                    | Táta je zpět               | Rich Correll        | Jim Geoghan                           | 26. listopadu 2005 | 119       |
| 21           | 21         | Christmas at the Tipton       | Vánoce v Tiptonu           | Danny Kallis        | Danny Kallis & Jim Geoghan            | 10. prosince 2005  | 123       |
| 22           | 22         | Kisses & Basketball           | Polibky a basketball       | Lex Passaris        | Danny Kallis & Jim Geoghan            | 1. ledna 2006      | 120       |
| 23           | 23         | Pilot Your Own Life           | Být pánem vlastního života | Lee Shallat-Chemel  | Danny Kallis                          | 6. ledna 2006      | 118       |
| 24           | 24         | Crushed                       | Tlačenice                  | Rich Correll        | Pamela Eells O'Connell & Adam Lapidus | 13. ledna 2006     | 121       |
| 25           | 25         | Commercial Breaks             | Reklamní spot              | Rich Correll        | Danny Kallis                          | 20. ledna 2006     | 126       |
| 26           | 26         | Boston Holiday                | Prázdniny v Bostonu        | Lex Passaris        | Pamela Eells O'Connell                | 27. ledna 2006     | 124       |

## 2. série (USA 2006–2007, ČR 2010–2011)
- Cole Sprouse, Dylan Sprouse, Kim Rhodes a Phill Lewis účinkovali ve všech epizodách.
- Ashley Tisdale chyběla v jedné epizodě (2x25).
- Brenda Song chyběla ve dvou epizodách (2x18, 2x28) kvůli natáčení filmu Wendy Wu.

| Č. v seriálu | Č. v sérii | Originální název                       | Český název                          | Režie            | Scénář                                | Premiéra v USA     | Premiéra v ČR      | Prod. kód |
| ------------ | ---------- | -------------------------------------- | ------------------------------------ | ---------------- | ------------------------------------- | ------------------ | ------------------ | --------- |
| 27           | 1          | Odd Couples                            | Divný pár                            | Danny Kallis     | Adam Lapidus                          | 3. února 2006      | 6. února 2010      | 203       |
| 28           | 2          | French 101                             | Francouzka                           | Rich Correll     | Jim Geoghan                           | 10. února 2006     | 13. února 2010     | 201       |
| 29           | 3          | Day Care                               | Hlídání dětí                         | Jim Drake        | Jeff Hodsden                          | 17. února 2006     | 20. února 2010     | 204       |
| 30           | 4          | Heck’s Kitchen                         | Proklatá kuchyně                     | Rich Correll     | Pamela Eells O'Connell                | 24. února 2006     | 6. března 2010     | 207       |
| 31           | 5          | Free Tippy                             | Zachraňte Tippa                      | Rich Correll     | Jeny Quine                            | 3. března 2006     | 27. února 2010     | 202       |
| 32           | 6          | Forever Plaid                          | Navždy z uniformy                    | Jim Drake        | Tim Pollock                           | 20. března 2006    | 15. května 2010    | 205       |
| 33           | 7          | Election                               | Volby                                | Rich Correll     | Howard Nemetz                         | 21. března 2006    | 22. května 2010    | 206       |
| 34           | 8          | Moseby’s Big Brother                   | Mosebyho starší bratr                | Rich Correll     | Howard Nemetz                         | 22. března 2006    | 5. června 2010     | 212       |
| 35           | 9          | Books and Birdhouses                   | Knihy a ptačí budky                  | Rich Correll     | Jim Geoghan                           | 23. března 2006    | 6. června 2010     | 214       |
| 36           | 10         | Not So Suite 16                        | Ne tak sladkých šestnáct             | Rich Correll     | Adam Lapidus                          | 24. března 2006    | 12. června 2010    | 213       |
| 37           | 11         | Twins at the Tipton                    | Dvojčata v Tiptonu                   | Rich Correll     | Pamela Eells O'Connell                | 31. března 2006    | 13. června 2010    | 215       |
| 38           | 12         | Neither a Borrower nor a Speller Bee   | Nepůjčuj si a nehláskuj              | Lex Passaris     | Lloyd Garver                          | 14. dubna 2006     | 19. června 2010    | 209       |
| 39           | 13         | Bowling                                | Bowling                              | Rich Correll     | Danny Kallis                          | 28. dubna 2006     | 20. června 2010    | 208       |
| 40           | 14         | Kept Man                               | Rozmazlovaný muž                     | Jim Drake        | Jeff Hodsden & Tim Pollock            | 19. května 2006    | 12. listopadu 2010 | 216       |
| 41           | 15         | The Suite Smell of Excess              | Přehnaná svoboda                     | Kelly Sandefur   | Billy Riback                          | 2. června 2006     | 5. listopadu 2010  | 210       |
| 42           | 16         | Going for the Gold                     | Cesta za zlatem                      | Rich Correll     | Adam Lapidus                          | 10. června 2006    | 19. listopadu 2010 | 221       |
| 43           | 17         | Boston Tea Party                       | Bostonské pití čaje                  | Rich Correll     | Pamela Eells O'Connell                | 30. června 2006    | 26. listopadu 2010 | 222       |
| 44           | 18         | Have a Nice Trip                       | Pěkný výlet                          | Rich Correll     | Jeny Quine                            | 7. července 2006   | 3. prosince 2010   | 219       |
| 45           | 19         | Ask Zack                               | Zeptej se Zacka                      | Eric Dean Seaton | Billy Riback                          | 15. července 2006  | 10. prosince 2010  | 224       |
| 46           | 20         | That's So Suite Life of Hannah Montana | To je tak sladký život Hanny Montany | Rich Correll     | Howard Nemetz                         | 28. července 2006  | 16. prosince 2010  | 218       |
| 47           | 21         | What the Hey?                          | A co jako?                           | Lex Passaris     | Danny Kallis                          | 5. srpna 2006      | 17. prosince 2010  | 217       |
| 48           | 22         | A Midsummer's Nightmare                | Noční můra noci Svatojánské          | Lex Passaris     | Jeny Quine                            | 11. srpna 2006     | 13. března 2010    | 211       |
| 49           | 23         | Lost in Translation                    | Ztraceni v překladu                  | Rich Correll     | Danny Kallis                          | 19. srpna 2006     | 24. prosince 2010  | 223       |
| 50           | 24         | Volley Dad                             | Volejbal                             | Kelly Sandefur   | Adam Lapidus                          | 8. září 2006       | 4. ledna 2011      | 227       |
| 51           | 25         | Loosely Ballroom                       | Taneční hodiny                       | Rich Correll     | Jeny Quine                            | 22. září 2006      | 11. ledna 2011     | 225       |
| 52           | 26         | Scary Movie                            | Horor                                | Rich Correll     | Pamela Eells O'Connell                | 13. října 2006     | 18. ledna 2011     | 228       |
| 53           | 27         | Ah! Wilderness!                        | Ach, ta divočina!                    | Rich Correll     | Danny Kallis & Jim Geoghan            | 10. listopadu 2006 | 27. ledna 2011     | 230       |
| 54           | 28         | Birdman of Boston                      | Ptáčník z Bostonu                    | Rich Correll     | Jim Geoghan                           | 24. listopadu 2006 | 1. března 2011     | 220       |
| 55           | 29         | Nurse Zack                             | Sestřička Zack                       | Rich Correll     | Danny Kallis                          | 8. prosince 2006   | 15. března 2011    | 229       |
| 56           | 30         | Club Twin                              | Klub mladých                         | Lex Passaris     | Howard Nemetz                         | 7. ledna 2007      | 22. března 2011    | 231       |
| 57           | 31         | Risk It All                            | Riskuj                               | Rich Correll     | Danny Kallis & Jim Geoghan            | 27. ledna 2007     | 29. března 2011    | 234       |
| 58           | 32         | A Nugget of History                    | Kus historie                         | Danny Kallis     | Dan Signer                            | 23. února 2007     | 13. května 2011    | 236       |
| 59           | 33         | Miniature Golf                         | Minigolf                             | Jim Drake        | Jeny Quine                            | 2. března 2007     | 20. května 2011    | 232       |
| 60           | 34         | Health and Fitness                     | Zdravý styl                          | Rich Correll     | Howard Nemetz                         | 16. března 2007    | 27. května 2011    | 226       |
| 61           | 35         | Back in the Game                       | Zpátky ve hře                        | Rich Correll     | Pamela Eells O'Connell & Adam Lapidus | 6. dubna 2007      | 8. ledna 2011      | 237       |
| 62–63        | 36–37      | The Suite Life Goes Hollywood          | Šťastný život v Hollywoodu           | Rich Correll     | Danny Kallis & Jim Geoghan            | 20. dubna 2007     | 1. července 2011   | 238–239   |
| 64           | 38         | I Want My Mummy                        | Chci svoji mumii                     | Phill Lewis      | Pamela Eells O'Connell                | 18. května 2007    | 15. července 2011  | 235       |
| 65           | 39         | Aptitude                               | Patnáct minut slávy                  | Danny Kallis     | Adam Lapidus                          | 2. června 2007     | 22. července 2011  | 233       |

## 3. série (USA 2007–2008)
- Cole Sprouse, Dylan Sprouse, Brenda Song, Kim Rhodes a Phill Lewis účinkovali ve všech epizodách.
- Ashley Tisdale chyběla v jedenácti epizodách kvůli natáčení High School Musical 2 (3x02, 3x06, 3x07, 3x08, 3x10, 3x11, 3x12, 3x14, 3x15, 3x16, 3x19).

| Č. v seriálu | Č. v sérii | Originální název              | Český název | Režie        | Scénář                                | Premiéra v USA     | Premiéra v ČR | Prod. kód |
| ------------ | ---------- | ----------------------------- | ----------- | ------------ | ------------------------------------- | ------------------ | ------------- | --------- |
| 66           | 1          | Graduation                    |             | Rich Correll | Danny Kallis & Adam Lapidus           | 23. června 2007    |               | 301       |
| 67           | 2          | Summer of Our Discontent      |             | Rich Correll | Dan Signer                            | 30. června 2007    |               | 302       |
| 68           | 3          | Sink or Swim                  |             | Rich Correll | Jeny Quine & Dan Signer               | 8. července 2007   |               | 303       |
| 69           | 4          | Super Twins                   |             | Rich Correll | Jim Geoghan & Pamela Eells O'Connell  | 13. července 2007  |               | 305       |
| 70           | 5          | Who's the Boss                |             | Rich Correll | Danny Kallis & Adam Lapidus           | 22. července 2007  |               | 304       |
| 71           | 6          | Baggage                       |             | Rich Correll | Pamela Eells O'Connell & Jim Geoghan  | 22. července 2007  |               | 306       |
| 72           | 7          | Sleepover Suite               |             | Danny Kallis | Adam Lapidus                          | 28. července 2007  |               | 307       |
| 73           | 8          | The Arwin That Came to Dinner |             | Rich Correll | Jeny Quine                            | 5. srpna 2007      |               | 308       |
| 74           | 9          | Lip Synchin' in the Rain      |             | Rich Correll | Danny Kallis & Dan Signer             | 12. srpna 2007     |               | 318       |
| 75           | 10         | First Day of High School      |             | Lex Passaris | Howard Nemetz                         | 26. srpna 2007     |               | 310       |
| 76           | 11         | Of Clocks and Contracts       |             | Rich Correll | Tim Pollock                           | 15. září 2007      |               | 309       |
| 77           | 12         | Arwinstein                    |             | Rich Correll | Pamela Eells O'Connell                | 30. září 2007      |               | 313       |
| 78           | 13         | Team Tipton                   |             | Rich Correll | Howard Nemetz                         | 27. října 2007     |               | 312       |
| 79           | 14         | Orchestra                     |             | Rich Correll | Jeff Hodsden                          | 10. listopadu 2007 |               | 311       |
| 80           | 15         | A Tale of Two Houses          |             | Rich Correll | Jim Geoghan                           | 17. listopadu 2007 |               | 314       |
| 81           | 16         | Tiptonline                    |             | Rich Correll | Dan Signer                            | 15. prosince 2007  |               | 315       |
| 82           | 17         | Foiled Again                  |             | Danny Kallis | Billy Riback                          | 1. února 2008      |               | 319       |
| 83           | 18         | Romancing the Phone           |             | Rich Correll | Danny Kallis & Pamela Eells O'Connell | 19. dubna 2008     |               | 317       |
| 84           | 19         | Benchwarmers                  |             | Jim Drake    | Danny Kallis                          | 19. června 2008    |               | 316       |
| 85           | 20         | Doin' Time in Suite 2330      |             | Rich Correll | Jeny Quine & Adam Lapidus             | 9. srpna 2008      |               | 320       |
| 86           | 21         | Let Us Entertain You          |             | Rich Correll | Danny Kallis & Pamela Eells O'Connell | 16. srpna 2008     |               | 322       |
| 87           | 22         | Mr. Tipton Comes to Visit     |             | Lex Passaris | Jim Geoghan                           | 1. září 2008       |               | 321       |